# ウィットワース男爵
ウィットワース男爵（ウィットワースだんしゃく、英: Baron Whitworth）は、アイルランド貴族の男爵位。2度創設され、いずれも1代で廃絶した。

## 歴史
外交官チャールズ・ウィットワース(1675–1725)は神聖ローマ帝国、プロイセン王国、ポーランド・リトアニア共和国、ロシア帝国、ネーデルラント連邦共和国で大使を務めた経歴を持ち、1721年1月9日にアイルランド貴族であるゴールウェイ県ゴールウェイにおけるウィットワース男爵に叙された。彼は1722年より庶民院議員も務めたが、男子をもうけず、爵位は1代で廃絶した。
その弟の孫にあたるチャールズ・ウィットワース(1752–1825)ははじめ陸軍軍人を志し、アメリカ独立戦争に参戦したが、戦後に外交官に転身した。彼は外交官としてロシア皇帝エカチェリーナ2世、パーヴェル1世、フランス統領ナポレオン・ボナパルトと交渉したことがあり、駐ロシア大使在任中の1800年4月4日にアイルランド貴族であるゴールウェイ県ニューポット・プラットのウィットワース男爵に叙された。1813年6月にアイルランド総督に就任、その在任中の1813年6月14日に連合王国貴族であるスタッフォード州アドバストンのウィットワース子爵に、1815年11月25日に連合王国貴族であるスタッフォード州アドバストンのウィットワース男爵とウィットワース伯爵に叙された。彼にも息子がおらず、爵位は1代で廃絶した。

## ウィットワース男爵（1721年）
- 初代ウィットワース男爵チャールズ・ウィットワース（1675年 – 1725年）

## ウィットワース男爵（1800年）
- 初代ウィットワース男爵チャールズ・ウィットワース（1752年 – 1825年）
  - 1813年、連合王国貴族のウィットワース子爵に叙爵。1815年、ウィットワース伯爵に叙爵